# Michel Hommell
Michel Hommell, né le 20 février 1944 à Nancy, est un patron de presse français.

## Biographie

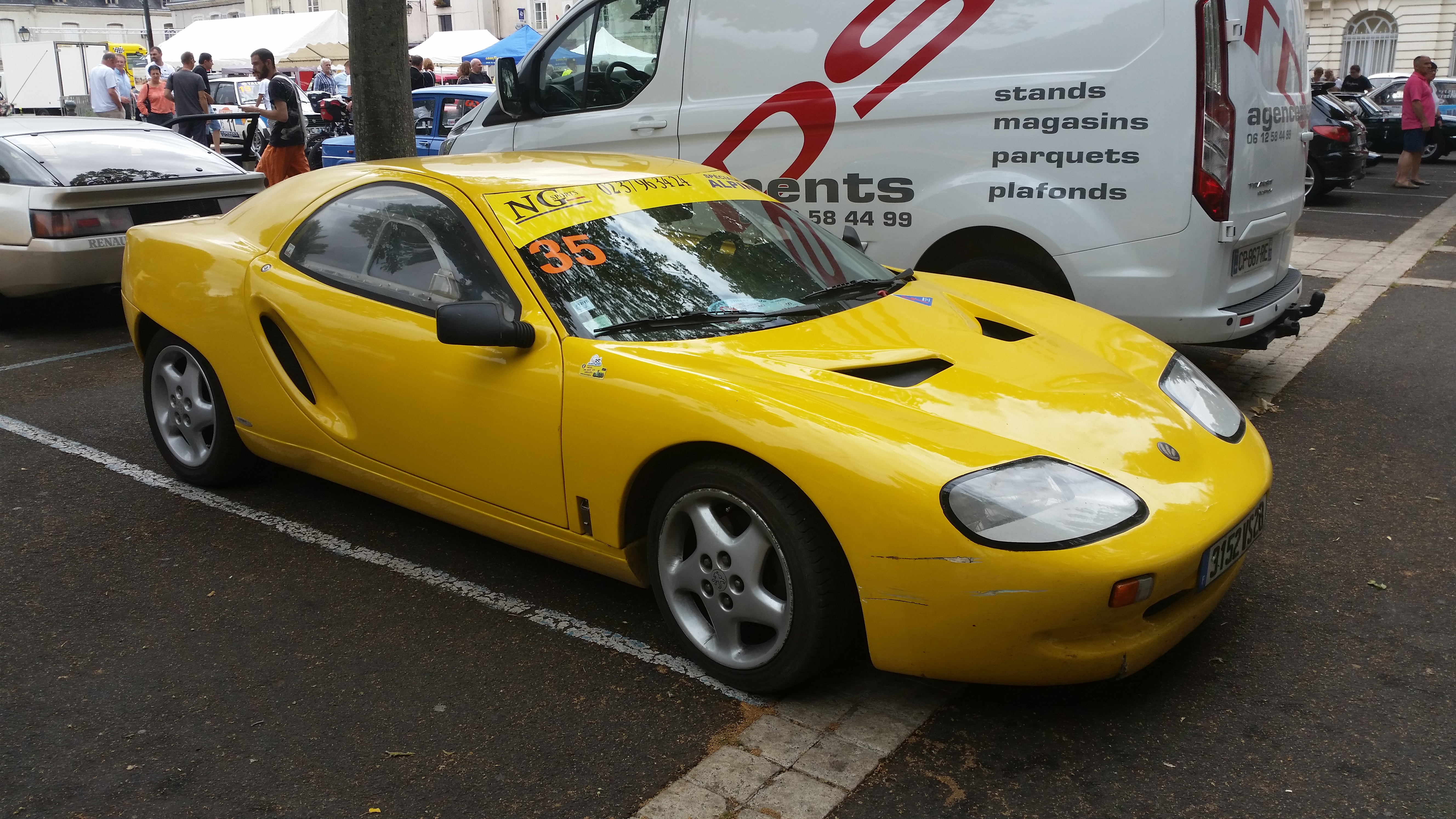
Hommell Berlinette Échappement.

Très tôt, Michel Hommell se passionne pour l'automobile et le sport automobile. Il participe pendant trois ans à la Coupe Renault 8 Gordini.
En 1968, il publie son premier magazine, Échappement, spécialisé dans les sports mécaniques. Il agrandira son empire au fil du temps avec plus de vingt-cinq magazines orientés vers les loisirs, regroupés dans le Groupe Michel Hommell.
En 1976, revenant d'un voyage en Angleterre et amoureux de la campagne et des vieilles pierres, Michel Hommell importe à Lohéac une nouvelle discipline, à savoir le rallycross, dont la première épreuve française se tient dans ce village reculé d'Ille-et-Vilaine.
Il collectionne les voitures depuis l'âge de 17 ans. En 1985, afin de pouvoir concentrer sa collection dans un lieu unique, il fait construire un musée sur sa propriété de Lohéac, aménageant un corps de ferme. Le Manoir de l'automobile, un des plus beaux musées consacrés à l'automobile, ouvre ses portes trois ans plus tard, présentant plus de 400 modèles. 
En 1992, au Mondial de l'automobile de Paris, il présente la première voiture sortie de son usine de Lohéac, la Hommell Berlinette Échappement,, qui sera commercialisée en 1994.

## Vie privée
Michel Hommell est marié et a quatre enfants. Il est le cousin de Gérard Lignac, PDG du groupe EBRA.